# افلگ چهار-سی
افلگ چهار-سی (انگلیسی: Oflag IV-C)، که اغلب به دلیل مکان آن به عنوان قلعه کلدیتز (Colditz Castle) نامیده می‌شود، یکی از مشهورترین اردوگاه‌های زندان ارتش آلمان، که در آن افسران ارتش دشمن در جنگ جهانی دوم نگه داشته می‌شدند، بود؛ کلمه «Oflag» مخفف کلمه «Offizierslager»، که به آلمانی به معنی «اردوگاه افسران» است. این زندان که در قلعه کلدیتز واقع شده‌است، بر روی صخره ای قرار گرفته که به شهر کلدیتز در زاکسن آلمان مشرف است.

## قلعه کلدیتز، کمپ نگهداری از اسیران جنگی
این قلعه هزار ساله در قلب امپراطوری هیتلر قرار داشت که در حدود ۴۰۰ مایل (۶۴۰ کیلومتر) از مرزهایی که تحت کنترل نازی‌ها نبود فاصله داشت. دیوارهای بیرونی آن هفت فیت (دو متر) صخامت داشت و صخره ای که روی آن ساخته شده بود، یک پرتگاه دویست و پنجاه پایی (۷۵ متری) به رودخانه مولده که در آن قرار گرفته بود، داشت.

## اسیران برجسته
در میان اسیران برجسته تر این قلعه، می‌توان از داگلاس بادر، خلبان تک خال نیروی هوایی سلطنتی بریتانیا، پت رید، مردی که توجه افکار عمومی را به قلعه کلدیتز با نوشتن یک کتاب پس از جنگ جلب کرد، ایری نیو، اولین افسر بریتانیایی که از کلدیتز فرار و بعداً عضو پارلمان انگلیس شد، کاپیتان ارتش نیوزلند چارلز اوفام، که تنها سرباز رزمی بود که تاکنون دو بار صلیب ویکتوریا را دریافت کرده‌است و سر دیوید استرلینگ، بنیان‌گذار سرویس ویژه هوایی جنگی، نام برد.
اسیران دیگری که در زندان نگهداری می‌شدند و آلمانی‌ها به آن‌ها لقب «Prominente» به معنی اشخاص نامدار را داده بودند شامل جایلز رومیلی است که خواهر زاده همسر وینستون چرچیل، نخست‌وزیر انگلیس بود.
همچنین می‌توان به لورد لسکلز و لورد الفینستون که خواهر زادگان پادشاه انگلیس جورج ششم و ملکه الیزابت بودند، پسر سفیر آمریکا در انگلیس و پنج ژنرال لهستانی اشاره کرد که همگی اسیران این قلعه بودند.